# Gà Tikka Masala

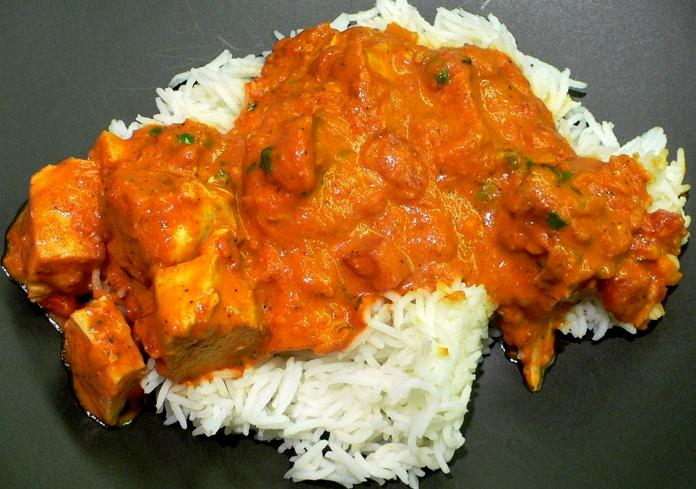
Gà Tikka Masala ăn với cơm

Gà Tikka Masala là một món ăn từ thịt gà có nguồn gốc từ Nam Á, nơi phổ biến tại Bangladesh, Ấn Độ và Pakistan.. Món gà dùng với nước xốt sữa chua, có nhiều gia vị và có màu cam từ màu cà chua. Món này thường được bán tại các quán ăn Ấn Độ ở Âu Châu và Bắc Mỹ, được xem là một món ăn đa văn hóa (multikulti) ở Anh. Năm 2001, nó được bầu là món ăn được ưa chuộng nhất ở Vương quốc Anh.

## Cách làm
Gà Tikka Masala được ướp với gia vị và sữa chua ít nhất 2 tiếng, rồi trộn cả gà và nước ướp với hành đã được xào trước rồi nướng trong lò khoảng 15 phút cho thịt chín. Thật ra không có một nguyên liệu tiêu chuẩn cho Gà Tikka Masala. Tuy nhiên các nguyên liệu cơ bản trong món gà này bao gồm cà chua, yogurt, nước dừa hoặc kem tươi và bột gaham masala, một loại gia vị hơi giống cà ri. Ngoài ra gà tikka có thể có màu đỏ tươi do cho nhiều bột ớt paprika hoặc màu vàng đậm khi cho nhiều bột nghệ.